# Protonefridie

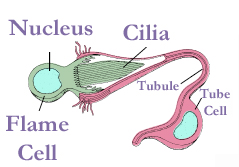
Plaménková buňka

Protonefridie jsou vylučovací orgány u některých bezobratlých organismů, například u ploštěnců (ploštěnek, motolic, tasemnic a jednorodých). Skládají se z takzvaných plaménkových buněk, obvykle hruškovitého tvaru, a odvodných kanálků. Z plaménkové buňky vychází shluk bičíků, jejichž pohyb vytváří dojem plamene. Odvodné kanálky ústí mimo tělo živočicha, nebo se spojují do rozvětveného systému. Protonefridie mají původ v ektodermu.